# Ducado de Ciudad Real
El ducado de Ciudad Real (del italiano: ducato di Cittareale) es un título nobiliario hispano-napolitano, creado por el rey Felipe III, el 12 de diciembre de 1613, a favor de Alonso de Idiáquez, i conde de Aramayona y virrey de Navarra. La concesión del título supuso la entrega al duque del estado de Cittareale en el reino de Nápoles, municipio de la actual provincia italiana de Rieti sobre el que los duques ostentaron un señorío jurisdiccional hasta la abolición del feudalismo napolitano, iniciada en 1806.
Tras haber quedado vacante en 1819 por la muerte sin descendientes de su noveno titular, el vii marqués de Mortara, el ducado de Ciudad Real fue rehabilitado con grandeza de España a favor de Andrés Avelino de Salabert, viii marqués de la Torrecilla, el 12 de abril de 1888, en el reinado de Alfonso XIII. El matrimonio de su hermana y sucesora con el xv duque de Medinaceli incorporó el título a la casa de Medinaceli.

## Duques de Ciudad Real
|                                 | Titular                                                         | Periodo                 |
| Creación por Felipe III         | Creación por Felipe III                                         | Creación por Felipe III |
| ------------------------------- | --------------------------------------------------------------- | ----------------------- |
| i                               | Alonso de Idiáquez de Butrón y Múgica                           | 1613-1618               |
| ii                              | Juan Alonso de Idiáquez de Butrón y Múgica                      | 1618-1653               |
| iii                             | Francisco Alonso de Idiáquez y Álava                            | 1653-1658               |
| iv                              | Francisco de Idiáquez y Borja Aragón                            | 1658-1711               |
| v                               | Juana María de Idiáquez y Borja Aragón                          | 1711-1712               |
| vi                              | María Antonia Pimentel e Idiáquez                               | 1712-1728               |
| vii                             | Ana María de Orozco y Villela                                   | 1728- ?                 |
| viii                            | Joaquín Antonio Osorio y Orozco Manrique de Lara                | ? -1782                 |
| ix                              | Benito Osorio Orozco y Lasso de la Vega                         | 1782-1819               |
| Rehabilitación por Alfonso XIII |                                                                 |                         |
| x                               | Andrés Avelino de Salabert y Arteaga                            | 1888-1925               |
| xi                              | Casilda de Salabert y Arteaga                                   | 1926-1936               |
| xii                             | Luis Jesús Fernández de Córdoba y Salabert                      | 1940-1956               |
| xiii                            | Victoria Eugenia Fernández de Córdoba y Fernández de Henestrosa | 1959-2013               |
| xiv                             | Alexander Gonzalo de Hohenlohe-Langenburg y Schmidt-Polex       | 2018-                   |

## Historia de los duques de Ciudad Real
- Alonso de Idiáquez de Butrón y Múgica Olazábal (1564-1618), i duque de Ciudad Real, (originalmente Duca di Cittá-Reale), i conde de Aramayona, (originalmente "Condado del Valle de Aramayona"), i marqués de San Damián, i conte di Biandrina (título de Italia).

1. Casó con Juana de Robles y San Quintín. Le sucedió:

- Juan Alonso de Idiáquez de Butrón y Múgica (1597-1653), ii duque de Ciudad Real, ii marqués de San Damián, ii conde de Aramayona, ii conte di Biandrina.

1. Casó con Ana María de Álava y Guevara, ii condesa de Triviana. Le sucedió su hijo:

- Francisco Alonso de Idiáquez y Álava (1620-¿?), iii duque de Ciudad Real, iii marqués de San Damián, iii conde de Aramayona, iii conte di Biandrina.

1. Casó en Madrid (Santa María de la Almudena) el 10 de diciembre de 1654[2] con Francisca de Borja y Aragón, vii principessa di Squillace. Le sucedió su hijo:

- Francisco de Idiáquez y Borja Aragón (1676-¿?), iv duque de Ciudad Real, iv marqués de San Damián, iv conde de Aramayona, iv conte di Biandrina, viii príncipe di Squillace.

1. Casó con Francisca Niño de Guzmán, iv condesa de Villaumbrosa. Sin descendientes. Le sucedió su hermana:

- Juana María de Idiáquez y Borja Aragón (m. 1712), v duquesa de Ciudad Real, v marqués de San Damián, v conde de Aramayona, v contessa di Biandrina, ix principessa di Squillace.

1. Casó con Antonio Pimentel de Ibarra, iv marqués de Taracena.
2. Casó con Manuel Pimentel y Zúñiga, vi marqués de Mirabel, v marqués de Malpica, vi marqués de Povar, iii conde de Berantevilla. Sin sucesión de este matrimonio. Le sucedió, de su primer matrimonio, su hija única:

- María Antonia Pimentel Idiáquez de Butrón y Múgica (1686-1728), vi duquesa de Ciudad Real, vi marquesa de San Damián, vi condesa de Aramayona, marquesa de Paller, v marquesa de Taracena, condesa de Mayalde, condesa de Simari, condesa de Ficallo, condesa de Barrica, vi contessa di Biandrina, x principessa di Squillace. A su muerte, el Principado di Squillace revirtió a la Corona de Sicilia.

1. Casó con Luis Melchor de Borja y Aragón, conde de Zagra, conde del Zenete. Sin descendientes.
2. Casó con Carlo Turinetti, conde de Castiglione. Sin descendientes. Le sucedió:

- Ana María de Orozco Manrique de Lara y Villela, vii duquesa de Ciudad Real, vii marquesa de San Damián, vii condesa de Aramayona, condesa de Barrica, v marquesa de Mortara, iv marquesa de Olías, v marquesa de Zarreal, vi condesa de Lences, viii condesa de Triviana, vizcondesa de Olías, vizcondesa de Villerías, vii contessa di Biandrina.

1. Casó con Vicente Osorio y Vega, quinto hijo de Manuel Pérez Osorio Vega Enríquez de Guzmán, vi marqués de Montaos, viii conde de Grajal, ix conde de Fuensaldaña, y de Josefa Antonia de Guzmán y Spínola. Le sucedió su hijo:

- Joaquín Antonio Osorio y Orozco Manrique de Lara (1734-1782), viii duque de Ciudad Real, vi marqués de Mortara, v marqués de Olías, vi marqués de Zarreal, viii marqués de San Damián, vii conde de Lences, ix conde de Triviana, viii conde de Aramayona.

1. Casó con Rafaela Lasso de la Vega y Sarmiento, hija de Luis Lasso de la Vega y Córdoba, ii duque del Arco. Le sucedió su hijo único:

- Benito Osorio Orozco y Lasso de la Vega (1781-1819), ix duque de Ciudad Real, vii marqués de Mortara, vi marqués de Olías, vii marqués de Zarreal, ix marqués de San Damián, viii conde de Lences, ix conde de Aramayona y ix conde de Biandrina.

1. Casó con María Paula de Mena y Benavides. Sin descendientes.
2. Casó con Josefa de Carroz Centelles Catalá de valeriola, iii duquesa de Almodóvar del Río, vii condesa de Canalejas. Sin descendientes. El título cayó en el olvido hasta que en 1888, fue:

Rehabilitado en 1888 por:
- Andrés Avelino de Salabert y Arteaga (1864-1925), x duque de Ciudad Real, viii marqués de la Torrecilla, ix marqués de Navahermosa, xi conde de Aramayona, vii vizconde de Linares. Rehabilitó el Ducado de Ciudad Real, a su favor, por ser el séptimo nieto de Ana Manrique de Butrón y Múgica, hermana de la madre del i duque de Ciudad Real. Soltero. Sin descendientes. Le sucedió su hermana:

- Casilda Remigia de Salabert y Arteaga (1858-1936), xi duquesa de Ciudad Real, ix marquesa de la Torrecilla, ix marquesa de Navahermosa, xi condesa de Aramayona, vii condesa de Ofalia, viii vizcondesa de Linares.

1. Casó con Luis María Fernández de Córdoba y Pérez de Barradas, xvi duque de Medinaceli, etc.
2. Casó con Mariano Fernández de Henestrosa y Ortiz de Mioño, i duque de Santo Mauro, iv conde de Estradas. Le sucedió, de su primer matrimonio, su hijo:

- Luis Jesús Fernández de Córdoba y Salabert (1880-1956), xii duque de Ciudad Real, xvii duque de Medinaceli, etc.

1. Casó con Ana María Fernández de Henestrosa y Gayoso de los Cobos, Dama de la Reina Victoria Eugenia.
2. Casó con María de la Concepción Rey y de Pablo-Blanco. Le sucedió, de su primer matrimonio, su hija:

- Victoria Eugenia Fernández de Córdoba y Fernández de Henestrosa (1917-2013), xiii duquesa de Ciudad Real, xviii duquesa de Medinaceli, etc.

1. Casó con Rafael de Medina y Vilallonga. Le sucedió su bisnieto:

- Alexander Gonzalo de Hohenlohe-Langenburg y Schmidt-Polex (n. 1999), xiv duque de Ciudad Real,[3] xiii marqués de Navahermosa.

## Árbol genealógico
| \| \| \| \| \| \| \| \| \| \| \| \| \| \| \| \| \| Gómez González de Brutrón y Múgica, ix señor de la Casa de Butrón († 1560) \| \| \| \| \| \| \| \| \| \| \| \| \| \| \| \| \| \| \| \| \| \| \| \| \| \| \| \| \| \| \| \| \| \| \| \| \| \| \| \| \| \| \| \| \| \| \| \| \| \| \| \| \| \| \| \| \| \| \| \| \| \| \| \| \| \| \| \| \| \| \| \| \| \| \| \| \| \| \| \| \| \| \| \| \| \| \| \| \| \| \| \| \| \| \| \| \| \| \| \| \| \| \| \| \| \| \| \| \| \| \| \| \| \| \| \| \| \| \| \| \| \| \| \| \| \| \| \| \| \| \| \| \| \| \| \| \| \| \| \| \| \| \| \| \| \| \| \| \| \| \| \| \| \| \| \| \| Mencía Manrique de Butrón y Múgica (1536-1565) \| Mencía Manrique de Butrón y Múgica (1536-1565) \| Mencía Manrique de Butrón y Múgica (1536-1565) \| Mencía Manrique de Butrón y Múgica (1536-1565) \| Mencía Manrique de Butrón y Múgica (1536-1565) \| Mencía Manrique de Butrón y Múgica (1536-1565) \| \| \| \| \| \| \| \| \| \| \| Ana Manrique de Butrón y Múgica, señora de la Torre de Esteban Hambrán \| Ana Manrique de Butrón y Múgica, señora de la Torre de Esteban Hambrán \| Ana Manrique de Butrón y Múgica, señora de la Torre de Esteban Hambrán \| Ana Manrique de Butrón y Múgica, señora de la Torre de Esteban Hambrán \| Ana Manrique de Butrón y Múgica, señora de la Torre de Esteban Hambrán \| Ana Manrique de Butrón y Múgica, señora de la Torre de Esteban Hambrán \| \| \| \| \| \| \| \| \| \| \| \| \| \| \| \| \| \| \| \| \| \| \| \| \| \| \| \| \| \| \| \| \| \| Mencía Manrique de Butrón y Múgica (1536-1565) \| Mencía Manrique de Butrón y Múgica (1536-1565) \| Mencía Manrique de Butrón y Múgica (1536-1565) \| Mencía Manrique de Butrón y Múgica (1536-1565) \| Mencía Manrique de Butrón y Múgica (1536-1565) \| Mencía Manrique de Butrón y Múgica (1536-1565) \| \| \| \| \| \| \| \| \| \| \| Ana Manrique de Butrón y Múgica, señora de la Torre de Esteban Hambrán \| Ana Manrique de Butrón y Múgica, señora de la Torre de Esteban Hambrán \| Ana Manrique de Butrón y Múgica, señora de la Torre de Esteban Hambrán \| Ana Manrique de Butrón y Múgica, señora de la Torre de Esteban Hambrán \| Ana Manrique de Butrón y Múgica, señora de la Torre de Esteban Hambrán \| Ana Manrique de Butrón y Múgica, señora de la Torre de Esteban Hambrán \| \| \| \| \| \| \| \| \| \| \| \| \| \| \| \| \| \| \| \| \| \| \| \| \| \| \| \| \| \| \| \| \| \| Alonso de Idiáquez, i duque de Ciudad Real (1564-1618) \| Alonso de Idiáquez, i duque de Ciudad Real (1564-1618) \| Alonso de Idiáquez, i duque de Ciudad Real (1564-1618) \| Alonso de Idiáquez, i duque de Ciudad Real (1564-1618) \| Alonso de Idiáquez, i duque de Ciudad Real (1564-1618) \| Alonso de Idiáquez, i duque de Ciudad Real (1564-1618) \| \| \| \| \| \| \| \| \| \| \| Antonio Manrique de Vargas, ii señor de la Torre de Esteban Hambrán \| Antonio Manrique de Vargas, ii señor de la Torre de Esteban Hambrán \| Antonio Manrique de Vargas, ii señor de la Torre de Esteban Hambrán \| Antonio Manrique de Vargas, ii señor de la Torre de Esteban Hambrán \| Antonio Manrique de Vargas, ii señor de la Torre de Esteban Hambrán \| Antonio Manrique de Vargas, ii señor de la Torre de Esteban Hambrán \| \| \| \| \| \| \| \| \| \| \| \| \| \| \| \| \| \| \| \| \| \| \| \| \| \| \| \| \| \| \| \| \| \| Alonso de Idiáquez, i duque de Ciudad Real (1564-1618) \| Alonso de Idiáquez, i duque de Ciudad Real (1564-1618) \| Alonso de Idiáquez, i duque de Ciudad Real (1564-1618) \| Alonso de Idiáquez, i duque de Ciudad Real (1564-1618) \| Alonso de Idiáquez, i duque de Ciudad Real (1564-1618) \| Alonso de Idiáquez, i duque de Ciudad Real (1564-1618) \| \| \| \| \| \| \| \| \| \| \| Antonio Manrique de Vargas, ii señor de la Torre de Esteban Hambrán \| Antonio Manrique de Vargas, ii señor de la Torre de Esteban Hambrán \| Antonio Manrique de Vargas, ii señor de la Torre de Esteban Hambrán \| Antonio Manrique de Vargas, ii señor de la Torre de Esteban Hambrán \| Antonio Manrique de Vargas, ii señor de la Torre de Esteban Hambrán \| Antonio Manrique de Vargas, ii señor de la Torre de Esteban Hambrán \| \| \| \| \| \| \| \| \| \| \| \| \| \| \| \| \| \| \| \| \| \| \| \| \| \| \| \| \| \| \| \| \| \| Juan Alonso de Idiáquez, ii duque de Ciudad Real (1597-1653) \| Juan Alonso de Idiáquez, ii duque de Ciudad Real (1597-1653) \| Juan Alonso de Idiáquez, ii duque de Ciudad Real (1597-1653) \| Juan Alonso de Idiáquez, ii duque de Ciudad Real (1597-1653) \| Juan Alonso de Idiáquez, ii duque de Ciudad Real (1597-1653) \| Juan Alonso de Idiáquez, ii duque de Ciudad Real (1597-1653) \| \| \| \| \| \| \| \| \| \| \| Diego de Vargas Ayala, i marqués de la Torre de Esteban Hambrán \| Diego de Vargas Ayala, i marqués de la Torre de Esteban Hambrán \| Diego de Vargas Ayala, i marqués de la Torre de Esteban Hambrán \| Diego de Vargas Ayala, i marqués de la Torre de Esteban Hambrán \| Diego de Vargas Ayala, i marqués de la Torre de Esteban Hambrán \| Diego de Vargas Ayala, i marqués de la Torre de Esteban Hambrán \| \| \| \| \| \| \| \| \| \| \| \| \| \| \| \| \| \| \| \| \| \| \| \| \| \| \| \| \| \| \| \| \| \| Juan Alonso de Idiáquez, ii duque de Ciudad Real (1597-1653) \| Juan Alonso de Idiáquez, ii duque de Ciudad Real (1597-1653) \| Juan Alonso de Idiáquez, ii duque de Ciudad Real (1597-1653) \| Juan Alonso de Idiáquez, ii duque de Ciudad Real (1597-1653) \| Juan Alonso de Idiáquez, ii duque de Ciudad Real (1597-1653) \| Juan Alonso de Idiáquez, ii duque de Ciudad Real (1597-1653) \| \| \| \| \| \| \| \| \| \| \| Diego de Vargas Ayala, i marqués de la Torre de Esteban Hambrán \| Diego de Vargas Ayala, i marqués de la Torre de Esteban Hambrán \| Diego de Vargas Ayala, i marqués de la Torre de Esteban Hambrán \| Diego de Vargas Ayala, i marqués de la Torre de Esteban Hambrán \| Diego de Vargas Ayala, i marqués de la Torre de Esteban Hambrán \| Diego de Vargas Ayala, i marqués de la Torre de Esteban Hambrán \| \| \| \| \| \| \| \| \| \| \| \| \| \| \| \| \| \| \| \| \| \| \| \| \| \| \| \| \| \| \| \| \| \| \| \| \| \| \| \| \| \| \| \| \| \| \| \| \| \| \| \| \| \| \| \| \| \| \| \| \| \| \| \| \| \| \| \| \| \| \| \| \| \| \| \| \| \| \| \| \| Isabel de Idiáquez, condesa de Lences \| Isabel de Idiáquez, condesa de Lences \| Isabel de Idiáquez, condesa de Lences \| Isabel de Idiáquez, condesa de Lences \| Isabel de Idiáquez, condesa de Lences \| Isabel de Idiáquez, condesa de Lences \| \| \| Francisco Alonso de Idiáquez iii duque de Ciudad Real, príncipe de Esquilache (1620-1687) \| Francisco Alonso de Idiáquez iii duque de Ciudad Real, príncipe de Esquilache (1620-1687) \| Francisco Alonso de Idiáquez iii duque de Ciudad Real, príncipe de Esquilache (1620-1687) \| Francisco Alonso de Idiáquez iii duque de Ciudad Real, príncipe de Esquilache (1620-1687) \| Francisco Alonso de Idiáquez iii duque de Ciudad Real, príncipe de Esquilache (1620-1687) \| Francisco Alonso de Idiáquez iii duque de Ciudad Real, príncipe de Esquilache (1620-1687) \| \| \| \| \| \| \| \| \| \| \| Antonio de Vargas Manrique, ii marqués de la Torre de Esteban Hambrán \| Antonio de Vargas Manrique, ii marqués de la Torre de Esteban Hambrán \| Antonio de Vargas Manrique, ii marqués de la Torre de Esteban Hambrán \| Antonio de Vargas Manrique, ii marqués de la Torre de Esteban Hambrán \| Antonio de Vargas Manrique, ii marqués de la Torre de Esteban Hambrán \| Antonio de Vargas Manrique, ii marqués de la Torre de Esteban Hambrán \| \| \| \| \| \| \| \| \| \| \| \| \| \| \| \| \| \| \| \| \| \| \| \| \| \| Isabel de Idiáquez, condesa de Lences \| Isabel de Idiáquez, condesa de Lences \| Isabel de Idiáquez, condesa de Lences \| Isabel de Idiáquez, condesa de Lences \| Isabel de Idiáquez, condesa de Lences \| Isabel de Idiáquez, condesa de Lences \| \| \| Francisco Alonso de Idiáquez iii duque de Ciudad Real, príncipe de Esquilache (1620-1687) \| Francisco Alonso de Idiáquez iii duque de Ciudad Real, príncipe de Esquilache (1620-1687) \| Francisco Alonso de Idiáquez iii duque de Ciudad Real, príncipe de Esquilache (1620-1687) \| Francisco Alonso de Idiáquez iii duque de Ciudad Real, príncipe de Esquilache (1620-1687) \| Francisco Alonso de Idiáquez iii duque de Ciudad Real, príncipe de Esquilache (1620-1687) \| Francisco Alonso de Idiáquez iii duque de Ciudad Real, príncipe de Esquilache (1620-1687) \| \| \| \| \| \| \| \| \| \| \| Antonio de Vargas Manrique, ii marqués de la Torre de Esteban Hambrán \| Antonio de Vargas Manrique, ii marqués de la Torre de Esteban Hambrán \| Antonio de Vargas Manrique, ii marqués de la Torre de Esteban Hambrán \| Antonio de Vargas Manrique, ii marqués de la Torre de Esteban Hambrán \| Antonio de Vargas Manrique, ii marqués de la Torre de Esteban Hambrán \| Antonio de Vargas Manrique, ii marqués de la Torre de Esteban Hambrán \| \| \| \| \| \| \| \| \| \| \| \| \| \| \| \| \| \| \| \| \| \| \| \| \| \| \| \| \| \| \| \| \| \| \| \| \| \| \| \| \| \| \| \| \| \| \| \| \| \| \| \| \| \| \| \| \| \| \| \| \| \| \| \| \| \| \| \| \| \| \| \| \| \| \| \| \| \| \| \| \| Antonio Joaquín de Villela, v conde de Triviana († 1704) \| Antonio Joaquín de Villela, v conde de Triviana († 1704) \| Antonio Joaquín de Villela, v conde de Triviana († 1704) \| Antonio Joaquín de Villela, v conde de Triviana († 1704) \| Antonio Joaquín de Villela, v conde de Triviana († 1704) \| Antonio Joaquín de Villela, v conde de Triviana († 1704) \| \| \| Francisco de Idiáquez, iv duque de Ciudad Real, viii príncipe de Esquilache (1658-1711) \| Francisco de Idiáquez, iv duque de Ciudad Real, viii príncipe de Esquilache (1658-1711) \| Francisco de Idiáquez, iv duque de Ciudad Real, viii príncipe de Esquilache (1658-1711) \| Francisco de Idiáquez, iv duque de Ciudad Real, viii príncipe de Esquilache (1658-1711) \| Francisco de Idiáquez, iv duque de Ciudad Real, viii príncipe de Esquilache (1658-1711) \| Francisco de Idiáquez, iv duque de Ciudad Real, viii príncipe de Esquilache (1658-1711) \| \| \| Juana María de Idiáquez, v duquesa de Ciudad Real, ix princesa de Esquilache (1662-1712) \| Juana María de Idiáquez, v duquesa de Ciudad Real, ix princesa de Esquilache (1662-1712) \| Juana María de Idiáquez, v duquesa de Ciudad Real, ix princesa de Esquilache (1662-1712) \| Juana María de Idiáquez, v duquesa de Ciudad Real, ix princesa de Esquilache (1662-1712) \| Juana María de Idiáquez, v duquesa de Ciudad Real, ix princesa de Esquilache (1662-1712) \| Juana María de Idiáquez, v duquesa de Ciudad Real, ix princesa de Esquilache (1662-1712) \| \| \| María Lucía de Vargas Manrique, marquesa de Navahermosa (n. 1664) \| María Lucía de Vargas Manrique, marquesa de Navahermosa (n. 1664) \| María Lucía de Vargas Manrique, marquesa de Navahermosa (n. 1664) \| María Lucía de Vargas Manrique, marquesa de Navahermosa (n. 1664) \| María Lucía de Vargas Manrique, marquesa de Navahermosa (n. 1664) \| María Lucía de Vargas Manrique, marquesa de Navahermosa (n. 1664) \| \| \| \| \| \| \| \| \| \| \| \| \| \| \| \| \| \| \| \| \| \| \| \| \| \| Antonio Joaquín de Villela, v conde de Triviana († 1704) \| Antonio Joaquín de Villela, v conde de Triviana († 1704) \| Antonio Joaquín de Villela, v conde de Triviana († 1704) \| Antonio Joaquín de Villela, v conde de Triviana († 1704) \| Antonio Joaquín de Villela, v conde de Triviana († 1704) \| Antonio Joaquín de Villela, v conde de Triviana († 1704) \| \| \| Francisco de Idiáquez, iv duque de Ciudad Real, viii príncipe de Esquilache (1658-1711) \| Francisco de Idiáquez, iv duque de Ciudad Real, viii príncipe de Esquilache (1658-1711) \| Francisco de Idiáquez, iv duque de Ciudad Real, viii príncipe de Esquilache (1658-1711) \| Francisco de Idiáquez, iv duque de Ciudad Real, viii príncipe de Esquilache (1658-1711) \| Francisco de Idiáquez, iv duque de Ciudad Real, viii príncipe de Esquilache (1658-1711) \| Francisco de Idiáquez, iv duque de Ciudad Real, viii príncipe de Esquilache (1658-1711) \| \| \| Juana María de Idiáquez, v duquesa de Ciudad Real, ix princesa de Esquilache (1662-1712) \| Juana María de Idiáquez, v duquesa de Ciudad Real, ix princesa de Esquilache (1662-1712) \| Juana María de Idiáquez, v duquesa de Ciudad Real, ix princesa de Esquilache (1662-1712) \| Juana María de Idiáquez, v duquesa de Ciudad Real, ix princesa de Esquilache (1662-1712) \| Juana María de Idiáquez, v duquesa de Ciudad Real, ix princesa de Esquilache (1662-1712) \| Juana María de Idiáquez, v duquesa de Ciudad Real, ix princesa de Esquilache (1662-1712) \| \| \| María Lucía de Vargas Manrique, marquesa de Navahermosa (n. 1664) \| María Lucía de Vargas Manrique, marquesa de Navahermosa (n. 1664) \| María Lucía de Vargas Manrique, marquesa de Navahermosa (n. 1664) \| María Lucía de Vargas Manrique, marquesa de Navahermosa (n. 1664) \| María Lucía de Vargas Manrique, marquesa de Navahermosa (n. 1664) \| María Lucía de Vargas Manrique, marquesa de Navahermosa (n. 1664) \| \| \| \| \| \| \| \| \| \| \| \| \| \| \| \| \| \| \| \| \| \| \| \| \| \| Isabel de Villela, marquesa de Mortara \| Isabel de Villela, marquesa de Mortara \| Isabel de Villela, marquesa de Mortara \| Isabel de Villela, marquesa de Mortara \| Isabel de Villela, marquesa de Mortara \| Isabel de Villela, marquesa de Mortara \| \| \| \| \| \| \| \| \| \| \| María Antonia Pimentel, vi duquesa de Ciudad Real, x princesa de Esquilache (1686-1728) \| María Antonia Pimentel, vi duquesa de Ciudad Real, x princesa de Esquilache (1686-1728) \| María Antonia Pimentel, vi duquesa de Ciudad Real, x princesa de Esquilache (1686-1728) \| María Antonia Pimentel, vi duquesa de Ciudad Real, x princesa de Esquilache (1686-1728) \| María Antonia Pimentel, vi duquesa de Ciudad Real, x princesa de Esquilache (1686-1728) \| María Antonia Pimentel, vi duquesa de Ciudad Real, x princesa de Esquilache (1686-1728) \| \| \| Juan Félix de Feloaga, iv marqués de Navahermosa (1688-1756) \| Juan Félix de Feloaga, iv marqués de Navahermosa (1688-1756) \| Juan Félix de Feloaga, iv marqués de Navahermosa (1688-1756) \| Juan Félix de Feloaga, iv marqués de Navahermosa (1688-1756) \| Juan Félix de Feloaga, iv marqués de Navahermosa (1688-1756) \| Juan Félix de Feloaga, iv marqués de Navahermosa (1688-1756) \| \| \| \| \| \| \| \| \| \| \| \| \| \| \| \| \| \| \| \| \| \| \| \| \| \| Isabel de Villela, marquesa de Mortara \| Isabel de Villela, marquesa de Mortara \| Isabel de Villela, marquesa de Mortara \| Isabel de Villela, marquesa de Mortara \| Isabel de Villela, marquesa de Mortara \| Isabel de Villela, marquesa de Mortara \| \| \| \| \| \| \| \| \| \| \| María Antonia Pimentel, vi duquesa de Ciudad Real, x princesa de Esquilache (1686-1728) \| María Antonia Pimentel, vi duquesa de Ciudad Real, x princesa de Esquilache (1686-1728) \| María Antonia Pimentel, vi duquesa de Ciudad Real, x princesa de Esquilache (1686-1728) \| María Antonia Pimentel, vi duquesa de Ciudad Real, x princesa de Esquilache (1686-1728) \| María Antonia Pimentel, vi duquesa de Ciudad Real, x princesa de Esquilache (1686-1728) \| María Antonia Pimentel, vi duquesa de Ciudad Real, x princesa de Esquilache (1686-1728) \| \| \| Juan Félix de Feloaga, iv marqués de Navahermosa (1688-1756) \| Juan Félix de Feloaga, iv marqués de Navahermosa (1688-1756) \| Juan Félix de Feloaga, iv marqués de Navahermosa (1688-1756) \| Juan Félix de Feloaga, iv marqués de Navahermosa (1688-1756) \| Juan Félix de Feloaga, iv marqués de Navahermosa (1688-1756) \| Juan Félix de Feloaga, iv marqués de Navahermosa (1688-1756) \| \| \| \| \| \| \| \| \| \| \| \| \| \| \| \| \| \| \| \| \| \| \| \| \| \| Ana María de Orozco, v marquesa de Mortara, vii duquesa de Ciudad Real (n. 1711) \| Ana María de Orozco, v marquesa de Mortara, vii duquesa de Ciudad Real (n. 1711) \| Ana María de Orozco, v marquesa de Mortara, vii duquesa de Ciudad Real (n. 1711) \| Ana María de Orozco, v marquesa de Mortara, vii duquesa de Ciudad Real (n. 1711) \| Ana María de Orozco, v marquesa de Mortara, vii duquesa de Ciudad Real (n. 1711) \| Ana María de Orozco, v marquesa de Mortara, vii duquesa de Ciudad Real (n. 1711) \| \| \| \| \| \| \| \| \| \| \| \| \| \| \| \| \| \| \| Ana de Feloaga y López de Zárate (n. 1730) \| Ana de Feloaga y López de Zárate (n. 1730) \| Ana de Feloaga y López de Zárate (n. 1730) \| Ana de Feloaga y López de Zárate (n. 1730) \| Ana de Feloaga y López de Zárate (n. 1730) \| Ana de Feloaga y López de Zárate (n. 1730) \| \| \| \| \| \| \| \| \| \| \| \| \| \| \| \| \| \| \| \| \| \| \| \| \| \| Ana María de Orozco, v marquesa de Mortara, vii duquesa de Ciudad Real (n. 1711) \| Ana María de Orozco, v marquesa de Mortara, vii duquesa de Ciudad Real (n. 1711) \| Ana María de Orozco, v marquesa de Mortara, vii duquesa de Ciudad Real (n. 1711) \| Ana María de Orozco, v marquesa de Mortara, vii duquesa de Ciudad Real (n. 1711) \| Ana María de Orozco, v marquesa de Mortara, vii duquesa de Ciudad Real (n. 1711) \| Ana María de Orozco, v marquesa de Mortara, vii duquesa de Ciudad Real (n. 1711) \| \| \| \| \| \| \| \| \| \| \| \| \| \| \| \| \| \| \| Ana de Feloaga y López de Zárate (n. 1730) \| Ana de Feloaga y López de Zárate (n. 1730) \| Ana de Feloaga y López de Zárate (n. 1730) \| Ana de Feloaga y López de Zárate (n. 1730) \| Ana de Feloaga y López de Zárate (n. 1730) \| Ana de Feloaga y López de Zárate (n. 1730) \| \| \| \| \| \| \| \| \| \| \| \| \| \| \| \| \| \| \| \| \| \| \| \| \| \| Joaquín Osorio, vi marqués de Mortara, viii duque de Ciudad Real (1734-1782) \| Joaquín Osorio, vi marqués de Mortara, viii duque de Ciudad Real (1734-1782) \| Joaquín Osorio, vi marqués de Mortara, viii duque de Ciudad Real (1734-1782) \| Joaquín Osorio, vi marqués de Mortara, viii duque de Ciudad Real (1734-1782) \| Joaquín Osorio, vi marqués de Mortara, viii duque de Ciudad Real (1734-1782) \| Joaquín Osorio, vi marqués de Mortara, viii duque de Ciudad Real (1734-1782) \| \| \| \| \| \| \| \| \| \| \| \| \| \| \| \| \| \| \| Rosa de Torres, marquesa de la Torrecilla (1756-1793) \| Rosa de Torres, marquesa de la Torrecilla (1756-1793) \| Rosa de Torres, marquesa de la Torrecilla (1756-1793) \| Rosa de Torres, marquesa de la Torrecilla (1756-1793) \| Rosa de Torres, marquesa de la Torrecilla (1756-1793) \| Rosa de Torres, marquesa de la Torrecilla (1756-1793) \| \| \| \| \| \| \| \| \| \| \| \| \| \| \| \| \| \| \| \| \| \| \| \| \| \| Joaquín Osorio, vi marqués de Mortara, viii duque de Ciudad Real (1734-1782) \| Joaquín Osorio, vi marqués de Mortara, viii duque de Ciudad Real (1734-1782) \| Joaquín Osorio, vi marqués de Mortara, viii duque de Ciudad Real (1734-1782) \| Joaquín Osorio, vi marqués de Mortara, viii duque de Ciudad Real (1734-1782) \| Joaquín Osorio, vi marqués de Mortara, viii duque de Ciudad Real (1734-1782) \| Joaquín Osorio, vi marqués de Mortara, viii duque de Ciudad Real (1734-1782) \| \| \| \| \| \| \| \| \| \| \| \| \| \| \| \| \| \| \| Rosa de Torres, marquesa de la Torrecilla (1756-1793) \| Rosa de Torres, marquesa de la Torrecilla (1756-1793) \| Rosa de Torres, marquesa de la Torrecilla (1756-1793) \| Rosa de Torres, marquesa de la Torrecilla (1756-1793) \| Rosa de Torres, marquesa de la Torrecilla (1756-1793) \| Rosa de Torres, marquesa de la Torrecilla (1756-1793) \| \| \| \| \| \| \| \| \| \| \| \| \| \| \| \| \| \| \| \| \| \| \| \| \| \| Benito Osorio, vii marqués de Mortara, ix duque de Ciudad Real (1781-1819) \| Benito Osorio, vii marqués de Mortara, ix duque de Ciudad Real (1781-1819) \| Benito Osorio, vii marqués de Mortara, ix duque de Ciudad Real (1781-1819) \| Benito Osorio, vii marqués de Mortara, ix duque de Ciudad Real (1781-1819) \| Benito Osorio, vii marqués de Mortara, ix duque de Ciudad Real (1781-1819) \| Benito Osorio, vii marqués de Mortara, ix duque de Ciudad Real (1781-1819) \| \| \| \| \| \| \| \| \| \| \| \| \| \| \| \| \| \| \| Manuel de Salabert, vi marqués de la Torrecilla (1779-1834) \| Manuel de Salabert, vi marqués de la Torrecilla (1779-1834) \| Manuel de Salabert, vi marqués de la Torrecilla (1779-1834) \| Manuel de Salabert, vi marqués de la Torrecilla (1779-1834) \| Manuel de Salabert, vi marqués de la Torrecilla (1779-1834) \| Manuel de Salabert, vi marqués de la Torrecilla (1779-1834) \| \| \| \| \| \| \| \| \| \| \| \| \| \| \| \| \| \| \| \| \| \| \| \| \| \| Benito Osorio, vii marqués de Mortara, ix duque de Ciudad Real (1781-1819) \| Benito Osorio, vii marqués de Mortara, ix duque de Ciudad Real (1781-1819) \| Benito Osorio, vii marqués de Mortara, ix duque de Ciudad Real (1781-1819) \| Benito Osorio, vii marqués de Mortara, ix duque de Ciudad Real (1781-1819) \| Benito Osorio, vii marqués de Mortara, ix duque de Ciudad Real (1781-1819) \| Benito Osorio, vii marqués de Mortara, ix duque de Ciudad Real (1781-1819) \| \| \| \| \| \| \| \| \| \| \| \| \| \| \| \| \| \| \| Manuel de Salabert, vi marqués de la Torrecilla (1779-1834) \| Manuel de Salabert, vi marqués de la Torrecilla (1779-1834) \| Manuel de Salabert, vi marqués de la Torrecilla (1779-1834) \| Manuel de Salabert, vi marqués de la Torrecilla (1779-1834) \| Manuel de Salabert, vi marqués de la Torrecilla (1779-1834) \| Manuel de Salabert, vi marqués de la Torrecilla (1779-1834) \| \| \| \| \| \| \| \| \| \| \| \| \| \| \| \| \| \| \| \| \| \| \| \| \| \| \| \| \| \| \| \| \| \| \| \| \| \| \| \| \| \| \| \| \| \| \| \| \| \| Narciso de Salabert, vii marqués de la Torrecilla (1830-1885) \| \| \| \| \| \| \| \| \| \| \| \| \| \| \| \| \| \| \| \| \| \| \| \| \| \| \| \| \| \| \| \| \| \| \| \| \| \| \| \| \| \| \| \| \| \| \| \| \| \| \| \| \| \| \| \| \| \| \| \| \| \| \| \| \| \| \| \| \| \| \| \| \| \| \| \| \| \| \| \| \| \| \| \| \| \| \| \| \| \| \| \| \| \| \| \| \| \| \| \| \| \| \| \| \| \| \| \| \| \| \| \| \| \| \| \| \| \| \| \| \| \| \| \| \| \| \| \| \| \| \| \| \| \| \| \| \| \| \| \| \| \| \| \| \| \| \| \| \| \| \| \| \| \| \| \| \| \| \| \| \| \| \| \| \| Casilda de Salabert, duquesa de Medinaceli, después duquesa de Santo Mauro, ix marquesa de la Torrecilla, xi duquesa de Ciudad Real (1858-1936) \| Casilda de Salabert, duquesa de Medinaceli, después duquesa de Santo Mauro, ix marquesa de la Torrecilla, xi duquesa de Ciudad Real (1858-1936) \| Casilda de Salabert, duquesa de Medinaceli, después duquesa de Santo Mauro, ix marquesa de la Torrecilla, xi duquesa de Ciudad Real (1858-1936) \| Casilda de Salabert, duquesa de Medinaceli, después duquesa de Santo Mauro, ix marquesa de la Torrecilla, xi duquesa de Ciudad Real (1858-1936) \| Casilda de Salabert, duquesa de Medinaceli, después duquesa de Santo Mauro, ix marquesa de la Torrecilla, xi duquesa de Ciudad Real (1858-1936) \| Casilda de Salabert, duquesa de Medinaceli, después duquesa de Santo Mauro, ix marquesa de la Torrecilla, xi duquesa de Ciudad Real (1858-1936) \| \| \| Andrés Avelino de Salabert, viii marqués de la Torrecilla, x duque de Ciudad Real (1864-1925) \| Andrés Avelino de Salabert, viii marqués de la Torrecilla, x duque de Ciudad Real (1864-1925) \| Andrés Avelino de Salabert, viii marqués de la Torrecilla, x duque de Ciudad Real (1864-1925) \| Andrés Avelino de Salabert, viii marqués de la Torrecilla, x duque de Ciudad Real (1864-1925) \| Andrés Avelino de Salabert, viii marqués de la Torrecilla, x duque de Ciudad Real (1864-1925) \| Andrés Avelino de Salabert, viii marqués de la Torrecilla, x duque de Ciudad Real (1864-1925) \| \| \| \| \| \| \| \| \| \| \| \| \| \| \| \| \| \| \| \| \| \| \| \| \| \| \| \| \| \| \| \| \| \| \| \| \| \| \| \| \| \| Casilda de Salabert, duquesa de Medinaceli, después duquesa de Santo Mauro, ix marquesa de la Torrecilla, xi duquesa de Ciudad Real (1858-1936) \| Casilda de Salabert, duquesa de Medinaceli, después duquesa de Santo Mauro, ix marquesa de la Torrecilla, xi duquesa de Ciudad Real (1858-1936) \| Casilda de Salabert, duquesa de Medinaceli, después duquesa de Santo Mauro, ix marquesa de la Torrecilla, xi duquesa de Ciudad Real (1858-1936) \| Casilda de Salabert, duquesa de Medinaceli, después duquesa de Santo Mauro, ix marquesa de la Torrecilla, xi duquesa de Ciudad Real (1858-1936) \| Casilda de Salabert, duquesa de Medinaceli, después duquesa de Santo Mauro, ix marquesa de la Torrecilla, xi duquesa de Ciudad Real (1858-1936) \| Casilda de Salabert, duquesa de Medinaceli, después duquesa de Santo Mauro, ix marquesa de la Torrecilla, xi duquesa de Ciudad Real (1858-1936) \| \| \| Andrés Avelino de Salabert, viii marqués de la Torrecilla, x duque de Ciudad Real (1864-1925) \| Andrés Avelino de Salabert, viii marqués de la Torrecilla, x duque de Ciudad Real (1864-1925) \| Andrés Avelino de Salabert, viii marqués de la Torrecilla, x duque de Ciudad Real (1864-1925) \| Andrés Avelino de Salabert, viii marqués de la Torrecilla, x duque de Ciudad Real (1864-1925) \| Andrés Avelino de Salabert, viii marqués de la Torrecilla, x duque de Ciudad Real (1864-1925) \| Andrés Avelino de Salabert, viii marqués de la Torrecilla, x duque de Ciudad Real (1864-1925) \| \| \| \| \| \| \| \| \| \| \| \| \| \| \| \| \| \| \| \| \| \| \| \| \| \| \| \| \| \| \| \| \| \| \| \| \| \| \| \| \| \| Luis Jesús Fernández de Córdoba, xvii duque de Medinaceli, xii duque de Ciudad Real (1880-1956) \| \| \| \| \| \| \| \| \| \| \| \| \| \| \| \| \| \| \| \| \| \| \| \| \| \| \| \| \| \| \| \| \| \| \| \| \| \| \| \| \| \| \| \| \| \| \| \| \| \| \| \| \| \| \| \| \| \| \| \| \| \| \| \| \| \| \| \| \| \| \| \| \| \| \| \| \| \| \| \| \| \| \| \| \| \| \| \| \| \| \| \| \| \| \| \| \| \| \| \| \| \| \| \| \| \| \| \| \| \| Victoria Eugenia Fernández de Córdoba xiii duquesa de Ciudad Real xviii duquesa de Medinaceli (1917-2013) \| \| \| \| \| \| \| \| \| \| \| \| \| \| \| \| \| \| \| \| \| \| \| \| \| \| \| \| \| \| \| \| \| \| \| \| \| \| \| \| \| \| \| \| \| \| \| \| \| \| \| \| \| \| \| \| \| \| \| \| \| \| \| \| \| \| \| \| \| \| \| \| \| \| \| \| \| \| \| \| \| \| \| \| \| \| \| \| \| \| \| \| \| \| \| \| \| \| \| \| \| \| \| \| \| \| \| \| \| \| Ana de Medina y Fernández de Córdoba x condesa de Ofalia (1940-2012) \| \| \| \| \| \| \| \| \| \| \| \| \| \| \| \| \| \| \| \| \| \| \| \| \| \| \| \| \| \| \| \| \| \| \| \| \| \| \| \| \| \| \| \| \| \| \| \| \| \| \| \| \| \| \| \| \| \| \| \| \| \| \| \| \| \| \| \| \| \| \| \| \| \| \| \| \| \| \| \| \| \| \| \| \| \| \| \| \| \| \| \| \| \| \| \| \| \| \| \| \| \| \| \| \| \| \| \| \| \| Marco de Hohenlohe-Langenburg y Medina xix duque de Medinaceli (1962-2016) \| \| \| \| \| \| \| \| \| \| \| \| \| \| \| \| \| \| \| \| \| \| \| \| \| \| \| \| \| \| \| \| \| \| \| \| \| \| \| \| \| \| \| \| \| \| \| \| \| \| \| \| \| \| \| \| \| \| \| \| \| \| \| \| \| \| \| \| \| \| \| \| \| \| \| \| \| \| \| \| \| \| \| \| \| \| \| \| \| \| \| \| \| \| \| \| \| \| \| \| \| \| \| \| \| \| \| \| \| \| \| \| \| \| \| \| \| \| \| \| \| \| \| \| \| \| \| \| \| \| \| \| \| \| \| \| \| \| \| \| \| \| \| \| \| \| \| \| \| \| \| \| \| \| \| \| \| \| \| \| \| \| \| \| \| Victoria Elisabeth de Hohenlohe-Langenburg xx duquesa de Medinaceli (2017-) \| Victoria Elisabeth de Hohenlohe-Langenburg xx duquesa de Medinaceli (2017-) \| Victoria Elisabeth de Hohenlohe-Langenburg xx duquesa de Medinaceli (2017-) \| Victoria Elisabeth de Hohenlohe-Langenburg xx duquesa de Medinaceli (2017-) \| Victoria Elisabeth de Hohenlohe-Langenburg xx duquesa de Medinaceli (2017-) \| Victoria Elisabeth de Hohenlohe-Langenburg xx duquesa de Medinaceli (2017-) \| \| \| Alexander Gonzalo de Hohenlohe-Langenburg y Schmidt-Polex xiv duque de Ciudad Real (2018-) \| Alexander Gonzalo de Hohenlohe-Langenburg y Schmidt-Polex xiv duque de Ciudad Real (2018-) \| Alexander Gonzalo de Hohenlohe-Langenburg y Schmidt-Polex xiv duque de Ciudad Real (2018-) \| Alexander Gonzalo de Hohenlohe-Langenburg y Schmidt-Polex xiv duque de Ciudad Real (2018-) \| Alexander Gonzalo de Hohenlohe-Langenburg y Schmidt-Polex xiv duque de Ciudad Real (2018-) \| Alexander Gonzalo de Hohenlohe-Langenburg y Schmidt-Polex xiv duque de Ciudad Real (2018-) \| \| \| \| \| \| \| \| \| \| \| \| \| \| \| \| \| |                                                                                  |                                                                                  |                                                                                  |                                                                                  |                                                                                  |  |  |                                                                                           |                                                                                           |                                                                                           |                                                                                           |                                                                                           |                                                                                           |  |  |                                                                                          |                                                                                          |                                                                                          |                                                                                          |                                                                                          |                                                                                          |  |  | | | | | | |  |  |                                                                                               |                                                                                               |                                                                                               |                                                                                               |                                                                                               |                                                                                               |  |  |  |  |  |  |  |  |  |  |  |  |  |  |  |  |
| |                                                                                  |                                                                                  |                                                                                  |                                                                                  |                                                                                  |  |  |                                                                                           |                                                                                           |                                                                                           |                                                                                           |                                                                                           |                                                                                           |  |  | Gómez González de Brutrón y Múgica, ix señor de la Casa de Butrón († 1560)               |                                                                                          |                                                                                          |                                                                                          |                                                                                          |                                                                                          |  |  | | | | | | |  |  |                                                                                               |                                                                                               |                                                                                               |                                                                                               |                                                                                               |                                                                                               |  |  |  |  |  |  |  |  |  |  |  |  |  |  |  |  |
| |                                                                                  |                                                                                  |                                                                                  |                                                                                  |                                                                                  |  |  |                                                                                           |                                                                                           |                                                                                           |                                                                                           |                                                                                           |                                                                                           |  |  |                                                                                          |                                                                                          |                                                                                          |                                                                                          |                                                                                          |                                                                                          |  |  | | | | | | |  |  |                                                                                               |                                                                                               |                                                                                               |                                                                                               |                                                                                               |                                                                                               |  |  |  |  |  |  |  |  |  |  |  |  |  |  |  |  |
| |                                                                                  |                                                                                  |                                                                                  |                                                                                  |                                                                                  |  |  |                                                                                           |                                                                                           |                                                                                           |                                                                                           |                                                                                           |                                                                                           |  |  |                                                                                          |                                                                                          |                                                                                          |                                                                                          |                                                                                          |                                                                                          |  |  | | | | | | |  |  |                                                                                               |                                                                                               |                                                                                               |                                                                                               |                                                                                               |                                                                                               |  |  |  |  |  |  |  |  |  |  |  |  |  |  |  |  |
| |                                                                                  |                                                                                  |                                                                                  |                                                                                  |                                                                                  |  |  | Mencía Manrique de Butrón y Múgica (1536-1565)                                            | Mencía Manrique de Butrón y Múgica (1536-1565)                                            | Mencía Manrique de Butrón y Múgica (1536-1565)                                            | Mencía Manrique de Butrón y Múgica (1536-1565)                                            | Mencía Manrique de Butrón y Múgica (1536-1565)                                            | Mencía Manrique de Butrón y Múgica (1536-1565)                                            |  |  |                                                                                          |                                                                                          |                                                                                          |                                                                                          |                                                                                          |                                                                                          |  |  | Ana Manrique de Butrón y Múgica, señora de la Torre de Esteban Hambrán                                                                          | Ana Manrique de Butrón y Múgica, señora de la Torre de Esteban Hambrán                                                                          | Ana Manrique de Butrón y Múgica, señora de la Torre de Esteban Hambrán                                                                          | Ana Manrique de Butrón y Múgica, señora de la Torre de Esteban Hambrán                                                                          | Ana Manrique de Butrón y Múgica, señora de la Torre de Esteban Hambrán                                                                          | Ana Manrique de Butrón y Múgica, señora de la Torre de Esteban Hambrán                                                                          |  |  |                                                                                               |                                                                                               |                                                                                               |                                                                                               |                                                                                               |                                                                                               |  |  |  |  |  |  |  |  |  |  |  |  |  |  |  |  |
| |                                                                                  |                                                                                  |                                                                                  |                                                                                  |                                                                                  |  |  | Mencía Manrique de Butrón y Múgica (1536-1565)                                            | Mencía Manrique de Butrón y Múgica (1536-1565)                                            | Mencía Manrique de Butrón y Múgica (1536-1565)                                            | Mencía Manrique de Butrón y Múgica (1536-1565)                                            | Mencía Manrique de Butrón y Múgica (1536-1565)                                            | Mencía Manrique de Butrón y Múgica (1536-1565)                                            |  |  |                                                                                          |                                                                                          |                                                                                          |                                                                                          |                                                                                          |                                                                                          |  |  | Ana Manrique de Butrón y Múgica, señora de la Torre de Esteban Hambrán                                                                          | Ana Manrique de Butrón y Múgica, señora de la Torre de Esteban Hambrán                                                                          | Ana Manrique de Butrón y Múgica, señora de la Torre de Esteban Hambrán                                                                          | Ana Manrique de Butrón y Múgica, señora de la Torre de Esteban Hambrán                                                                          | Ana Manrique de Butrón y Múgica, señora de la Torre de Esteban Hambrán                                                                          | Ana Manrique de Butrón y Múgica, señora de la Torre de Esteban Hambrán                                                                          |  |  |                                                                                               |                                                                                               |                                                                                               |                                                                                               |                                                                                               |                                                                                               |  |  |  |  |  |  |  |  |  |  |  |  |  |  |  |  |
| |                                                                                  |                                                                                  |                                                                                  |                                                                                  |                                                                                  |  |  | Alonso de Idiáquez, i duque de Ciudad Real (1564-1618)                                    | Alonso de Idiáquez, i duque de Ciudad Real (1564-1618)                                    | Alonso de Idiáquez, i duque de Ciudad Real (1564-1618)                                    | Alonso de Idiáquez, i duque de Ciudad Real (1564-1618)                                    | Alonso de Idiáquez, i duque de Ciudad Real (1564-1618)                                    | Alonso de Idiáquez, i duque de Ciudad Real (1564-1618)                                    |  |  |                                                                                          |                                                                                          |                                                                                          |                                                                                          |                                                                                          |                                                                                          |  |  | Antonio Manrique de Vargas, ii señor de la Torre de Esteban Hambrán                                                                             | Antonio Manrique de Vargas, ii señor de la Torre de Esteban Hambrán                                                                             | Antonio Manrique de Vargas, ii señor de la Torre de Esteban Hambrán                                                                             | Antonio Manrique de Vargas, ii señor de la Torre de Esteban Hambrán                                                                             | Antonio Manrique de Vargas, ii señor de la Torre de Esteban Hambrán                                                                             | Antonio Manrique de Vargas, ii señor de la Torre de Esteban Hambrán                                                                             |  |  |                                                                                               |                                                                                               |                                                                                               |                                                                                               |                                                                                               |                                                                                               |  |  |  |  |  |  |  |  |  |  |  |  |  |  |  |  |
| |                                                                                  |                                                                                  |                                                                                  |                                                                                  |                                                                                  |  |  | Alonso de Idiáquez, i duque de Ciudad Real (1564-1618)                                    | Alonso de Idiáquez, i duque de Ciudad Real (1564-1618)                                    | Alonso de Idiáquez, i duque de Ciudad Real (1564-1618)                                    | Alonso de Idiáquez, i duque de Ciudad Real (1564-1618)                                    | Alonso de Idiáquez, i duque de Ciudad Real (1564-1618)                                    | Alonso de Idiáquez, i duque de Ciudad Real (1564-1618)                                    |  |  |                                                                                          |                                                                                          |                                                                                          |                                                                                          |                                                                                          |                                                                                          |  |  | Antonio Manrique de Vargas, ii señor de la Torre de Esteban Hambrán                                                                             | Antonio Manrique de Vargas, ii señor de la Torre de Esteban Hambrán                                                                             | Antonio Manrique de Vargas, ii señor de la Torre de Esteban Hambrán                                                                             | Antonio Manrique de Vargas, ii señor de la Torre de Esteban Hambrán                                                                             | Antonio Manrique de Vargas, ii señor de la Torre de Esteban Hambrán                                                                             | Antonio Manrique de Vargas, ii señor de la Torre de Esteban Hambrán                                                                             |  |  |                                                                                               |                                                                                               |                                                                                               |                                                                                               |                                                                                               |                                                                                               |  |  |  |  |  |  |  |  |  |  |  |  |  |  |  |  |
| |                                                                                  |                                                                                  |                                                                                  |                                                                                  |                                                                                  |  |  | Juan Alonso de Idiáquez, ii duque de Ciudad Real (1597-1653)                              | Juan Alonso de Idiáquez, ii duque de Ciudad Real (1597-1653)                              | Juan Alonso de Idiáquez, ii duque de Ciudad Real (1597-1653)                              | Juan Alonso de Idiáquez, ii duque de Ciudad Real (1597-1653)                              | Juan Alonso de Idiáquez, ii duque de Ciudad Real (1597-1653)                              | Juan Alonso de Idiáquez, ii duque de Ciudad Real (1597-1653)                              |  |  |                                                                                          |                                                                                          |                                                                                          |                                                                                          |                                                                                          |                                                                                          |  |  | Diego de Vargas Ayala, i marqués de la Torre de Esteban Hambrán                                                                                 | Diego de Vargas Ayala, i marqués de la Torre de Esteban Hambrán                                                                                 | Diego de Vargas Ayala, i marqués de la Torre de Esteban Hambrán                                                                                 | Diego de Vargas Ayala, i marqués de la Torre de Esteban Hambrán                                                                                 | Diego de Vargas Ayala, i marqués de la Torre de Esteban Hambrán                                                                                 | Diego de Vargas Ayala, i marqués de la Torre de Esteban Hambrán                                                                                 |  |  |                                                                                               |                                                                                               |                                                                                               |                                                                                               |                                                                                               |                                                                                               |  |  |  |  |  |  |  |  |  |  |  |  |  |  |  |  |
| |                                                                                  |                                                                                  |                                                                                  |                                                                                  |                                                                                  |  |  | Juan Alonso de Idiáquez, ii duque de Ciudad Real (1597-1653)                              | Juan Alonso de Idiáquez, ii duque de Ciudad Real (1597-1653)                              | Juan Alonso de Idiáquez, ii duque de Ciudad Real (1597-1653)                              | Juan Alonso de Idiáquez, ii duque de Ciudad Real (1597-1653)                              | Juan Alonso de Idiáquez, ii duque de Ciudad Real (1597-1653)                              | Juan Alonso de Idiáquez, ii duque de Ciudad Real (1597-1653)                              |  |  |                                                                                          |                                                                                          |                                                                                          |                                                                                          |                                                                                          |                                                                                          |  |  | Diego de Vargas Ayala, i marqués de la Torre de Esteban Hambrán                                                                                 | Diego de Vargas Ayala, i marqués de la Torre de Esteban Hambrán                                                                                 | Diego de Vargas Ayala, i marqués de la Torre de Esteban Hambrán                                                                                 | Diego de Vargas Ayala, i marqués de la Torre de Esteban Hambrán                                                                                 | Diego de Vargas Ayala, i marqués de la Torre de Esteban Hambrán                                                                                 | Diego de Vargas Ayala, i marqués de la Torre de Esteban Hambrán                                                                                 |  |  |                                                                                               |                                                                                               |                                                                                               |                                                                                               |                                                                                               |                                                                                               |  |  |  |  |  |  |  |  |  |  |  |  |  |  |  |  |
| |                                                                                  |                                                                                  |                                                                                  |                                                                                  |                                                                                  |  |  |                                                                                           |                                                                                           |                                                                                           |                                                                                           |                                                                                           |                                                                                           |  |  |                                                                                          |                                                                                          |                                                                                          |                                                                                          |                                                                                          |                                                                                          |  |  | | | | | | |  |  |                                                                                               |                                                                                               |                                                                                               |                                                                                               |                                                                                               |                                                                                               |  |  |  |  |  |  |  |  |  |  |  |  |  |  |  |  |
| Isabel de Idiáquez, condesa de Lences | Isabel de Idiáquez, condesa de Lences                                            | Isabel de Idiáquez, condesa de Lences                                            | Isabel de Idiáquez, condesa de Lences                                            | Isabel de Idiáquez, condesa de Lences                                            | Isabel de Idiáquez, condesa de Lences                                            |  |  | Francisco Alonso de Idiáquez iii duque de Ciudad Real, príncipe de Esquilache (1620-1687) | Francisco Alonso de Idiáquez iii duque de Ciudad Real, príncipe de Esquilache (1620-1687) | Francisco Alonso de Idiáquez iii duque de Ciudad Real, príncipe de Esquilache (1620-1687) | Francisco Alonso de Idiáquez iii duque de Ciudad Real, príncipe de Esquilache (1620-1687) | Francisco Alonso de Idiáquez iii duque de Ciudad Real, príncipe de Esquilache (1620-1687) | Francisco Alonso de Idiáquez iii duque de Ciudad Real, príncipe de Esquilache (1620-1687) |  |  |                                                                                          |                                                                                          |                                                                                          |                                                                                          |                                                                                          |                                                                                          |  |  | Antonio de Vargas Manrique, ii marqués de la Torre de Esteban Hambrán                                                                           | Antonio de Vargas Manrique, ii marqués de la Torre de Esteban Hambrán                                                                           | Antonio de Vargas Manrique, ii marqués de la Torre de Esteban Hambrán                                                                           | Antonio de Vargas Manrique, ii marqués de la Torre de Esteban Hambrán                                                                           | Antonio de Vargas Manrique, ii marqués de la Torre de Esteban Hambrán                                                                           | Antonio de Vargas Manrique, ii marqués de la Torre de Esteban Hambrán                                                                           |  |  |                                                                                               |                                                                                               |                                                                                               |                                                                                               |                                                                                               |                                                                                               |  |  |  |  |  |  |  |  |  |  |  |  |  |  |  |  |
| Isabel de Idiáquez, condesa de Lences | Isabel de Idiáquez, condesa de Lences                                            | Isabel de Idiáquez, condesa de Lences                                            | Isabel de Idiáquez, condesa de Lences                                            | Isabel de Idiáquez, condesa de Lences                                            | Isabel de Idiáquez, condesa de Lences                                            |  |  | Francisco Alonso de Idiáquez iii duque de Ciudad Real, príncipe de Esquilache (1620-1687) | Francisco Alonso de Idiáquez iii duque de Ciudad Real, príncipe de Esquilache (1620-1687) | Francisco Alonso de Idiáquez iii duque de Ciudad Real, príncipe de Esquilache (1620-1687) | Francisco Alonso de Idiáquez iii duque de Ciudad Real, príncipe de Esquilache (1620-1687) | Francisco Alonso de Idiáquez iii duque de Ciudad Real, príncipe de Esquilache (1620-1687) | Francisco Alonso de Idiáquez iii duque de Ciudad Real, príncipe de Esquilache (1620-1687) |  |  |                                                                                          |                                                                                          |                                                                                          |                                                                                          |                                                                                          |                                                                                          |  |  | Antonio de Vargas Manrique, ii marqués de la Torre de Esteban Hambrán                                                                           | Antonio de Vargas Manrique, ii marqués de la Torre de Esteban Hambrán                                                                           | Antonio de Vargas Manrique, ii marqués de la Torre de Esteban Hambrán                                                                           | Antonio de Vargas Manrique, ii marqués de la Torre de Esteban Hambrán                                                                           | Antonio de Vargas Manrique, ii marqués de la Torre de Esteban Hambrán                                                                           | Antonio de Vargas Manrique, ii marqués de la Torre de Esteban Hambrán                                                                           |  |  |                                                                                               |                                                                                               |                                                                                               |                                                                                               |                                                                                               |                                                                                               |  |  |  |  |  |  |  |  |  |  |  |  |  |  |  |  |
| |                                                                                  |                                                                                  |                                                                                  |                                                                                  |                                                                                  |  |  |                                                                                           |                                                                                           |                                                                                           |                                                                                           |                                                                                           |                                                                                           |  |  |                                                                                          |                                                                                          |                                                                                          |                                                                                          |                                                                                          |                                                                                          |  |  | | | | | | |  |  |                                                                                               |                                                                                               |                                                                                               |                                                                                               |                                                                                               |                                                                                               |  |  |  |  |  |  |  |  |  |  |  |  |  |  |  |  |
| Antonio Joaquín de Villela, v conde de Triviana († 1704) | Antonio Joaquín de Villela, v conde de Triviana († 1704)                         | Antonio Joaquín de Villela, v conde de Triviana († 1704)                         | Antonio Joaquín de Villela, v conde de Triviana († 1704)                         | Antonio Joaquín de Villela, v conde de Triviana († 1704)                         | Antonio Joaquín de Villela, v conde de Triviana († 1704)                         |  |  | Francisco de Idiáquez, iv duque de Ciudad Real, viii príncipe de Esquilache (1658-1711)   | Francisco de Idiáquez, iv duque de Ciudad Real, viii príncipe de Esquilache (1658-1711)   | Francisco de Idiáquez, iv duque de Ciudad Real, viii príncipe de Esquilache (1658-1711)   | Francisco de Idiáquez, iv duque de Ciudad Real, viii príncipe de Esquilache (1658-1711)   | Francisco de Idiáquez, iv duque de Ciudad Real, viii príncipe de Esquilache (1658-1711)   | Francisco de Idiáquez, iv duque de Ciudad Real, viii príncipe de Esquilache (1658-1711)   |  |  | Juana María de Idiáquez, v duquesa de Ciudad Real, ix princesa de Esquilache (1662-1712) | Juana María de Idiáquez, v duquesa de Ciudad Real, ix princesa de Esquilache (1662-1712) | Juana María de Idiáquez, v duquesa de Ciudad Real, ix princesa de Esquilache (1662-1712) | Juana María de Idiáquez, v duquesa de Ciudad Real, ix princesa de Esquilache (1662-1712) | Juana María de Idiáquez, v duquesa de Ciudad Real, ix princesa de Esquilache (1662-1712) | Juana María de Idiáquez, v duquesa de Ciudad Real, ix princesa de Esquilache (1662-1712) |  |  | María Lucía de Vargas Manrique, marquesa de Navahermosa (n. 1664)                                                                               | María Lucía de Vargas Manrique, marquesa de Navahermosa (n. 1664)                                                                               | María Lucía de Vargas Manrique, marquesa de Navahermosa (n. 1664)                                                                               | María Lucía de Vargas Manrique, marquesa de Navahermosa (n. 1664)                                                                               | María Lucía de Vargas Manrique, marquesa de Navahermosa (n. 1664)                                                                               | María Lucía de Vargas Manrique, marquesa de Navahermosa (n. 1664)                                                                               |  |  |                                                                                               |                                                                                               |                                                                                               |                                                                                               |                                                                                               |                                                                                               |  |  |  |  |  |  |  |  |  |  |  |  |  |  |  |  |
| Antonio Joaquín de Villela, v conde de Triviana († 1704) | Antonio Joaquín de Villela, v conde de Triviana († 1704)                         | Antonio Joaquín de Villela, v conde de Triviana († 1704)                         | Antonio Joaquín de Villela, v conde de Triviana († 1704)                         | Antonio Joaquín de Villela, v conde de Triviana († 1704)                         | Antonio Joaquín de Villela, v conde de Triviana († 1704)                         |  |  | Francisco de Idiáquez, iv duque de Ciudad Real, viii príncipe de Esquilache (1658-1711)   | Francisco de Idiáquez, iv duque de Ciudad Real, viii príncipe de Esquilache (1658-1711)   | Francisco de Idiáquez, iv duque de Ciudad Real, viii príncipe de Esquilache (1658-1711)   | Francisco de Idiáquez, iv duque de Ciudad Real, viii príncipe de Esquilache (1658-1711)   | Francisco de Idiáquez, iv duque de Ciudad Real, viii príncipe de Esquilache (1658-1711)   | Francisco de Idiáquez, iv duque de Ciudad Real, viii príncipe de Esquilache (1658-1711)   |  |  | Juana María de Idiáquez, v duquesa de Ciudad Real, ix princesa de Esquilache (1662-1712) | Juana María de Idiáquez, v duquesa de Ciudad Real, ix princesa de Esquilache (1662-1712) | Juana María de Idiáquez, v duquesa de Ciudad Real, ix princesa de Esquilache (1662-1712) | Juana María de Idiáquez, v duquesa de Ciudad Real, ix princesa de Esquilache (1662-1712) | Juana María de Idiáquez, v duquesa de Ciudad Real, ix princesa de Esquilache (1662-1712) | Juana María de Idiáquez, v duquesa de Ciudad Real, ix princesa de Esquilache (1662-1712) |  |  | María Lucía de Vargas Manrique, marquesa de Navahermosa (n. 1664)                                                                               | María Lucía de Vargas Manrique, marquesa de Navahermosa (n. 1664)                                                                               | María Lucía de Vargas Manrique, marquesa de Navahermosa (n. 1664)                                                                               | María Lucía de Vargas Manrique, marquesa de Navahermosa (n. 1664)                                                                               | María Lucía de Vargas Manrique, marquesa de Navahermosa (n. 1664)                                                                               | María Lucía de Vargas Manrique, marquesa de Navahermosa (n. 1664)                                                                               |  |  |                                                                                               |                                                                                               |                                                                                               |                                                                                               |                                                                                               |                                                                                               |  |  |  |  |  |  |  |  |  |  |  |  |  |  |  |  |
| Isabel de Villela, marquesa de Mortara | Isabel de Villela, marquesa de Mortara                                           | Isabel de Villela, marquesa de Mortara                                           | Isabel de Villela, marquesa de Mortara                                           | Isabel de Villela, marquesa de Mortara                                           | Isabel de Villela, marquesa de Mortara                                           |  |  |                                                                                           |                                                                                           |                                                                                           |                                                                                           |                                                                                           |                                                                                           |  |  | María Antonia Pimentel, vi duquesa de Ciudad Real, x princesa de Esquilache (1686-1728)  | María Antonia Pimentel, vi duquesa de Ciudad Real, x princesa de Esquilache (1686-1728)  | María Antonia Pimentel, vi duquesa de Ciudad Real, x princesa de Esquilache (1686-1728)  | María Antonia Pimentel, vi duquesa de Ciudad Real, x princesa de Esquilache (1686-1728)  | María Antonia Pimentel, vi duquesa de Ciudad Real, x princesa de Esquilache (1686-1728)  | María Antonia Pimentel, vi duquesa de Ciudad Real, x princesa de Esquilache (1686-1728)  |  |  | Juan Félix de Feloaga, iv marqués de Navahermosa (1688-1756)                                                                                    | Juan Félix de Feloaga, iv marqués de Navahermosa (1688-1756)                                                                                    | Juan Félix de Feloaga, iv marqués de Navahermosa (1688-1756)                                                                                    | Juan Félix de Feloaga, iv marqués de Navahermosa (1688-1756)                                                                                    | Juan Félix de Feloaga, iv marqués de Navahermosa (1688-1756)                                                                                    | Juan Félix de Feloaga, iv marqués de Navahermosa (1688-1756)                                                                                    |  |  |                                                                                               |                                                                                               |                                                                                               |                                                                                               |                                                                                               |                                                                                               |  |  |  |  |  |  |  |  |  |  |  |  |  |  |  |  |
| Isabel de Villela, marquesa de Mortara | Isabel de Villela, marquesa de Mortara                                           | Isabel de Villela, marquesa de Mortara                                           | Isabel de Villela, marquesa de Mortara                                           | Isabel de Villela, marquesa de Mortara                                           | Isabel de Villela, marquesa de Mortara                                           |  |  |                                                                                           |                                                                                           |                                                                                           |                                                                                           |                                                                                           |                                                                                           |  |  | María Antonia Pimentel, vi duquesa de Ciudad Real, x princesa de Esquilache (1686-1728)  | María Antonia Pimentel, vi duquesa de Ciudad Real, x princesa de Esquilache (1686-1728)  | María Antonia Pimentel, vi duquesa de Ciudad Real, x princesa de Esquilache (1686-1728)  | María Antonia Pimentel, vi duquesa de Ciudad Real, x princesa de Esquilache (1686-1728)  | María Antonia Pimentel, vi duquesa de Ciudad Real, x princesa de Esquilache (1686-1728)  | María Antonia Pimentel, vi duquesa de Ciudad Real, x princesa de Esquilache (1686-1728)  |  |  | Juan Félix de Feloaga, iv marqués de Navahermosa (1688-1756)                                                                                    | Juan Félix de Feloaga, iv marqués de Navahermosa (1688-1756)                                                                                    | Juan Félix de Feloaga, iv marqués de Navahermosa (1688-1756)                                                                                    | Juan Félix de Feloaga, iv marqués de Navahermosa (1688-1756)                                                                                    | Juan Félix de Feloaga, iv marqués de Navahermosa (1688-1756)                                                                                    | Juan Félix de Feloaga, iv marqués de Navahermosa (1688-1756)                                                                                    |  |  |                                                                                               |                                                                                               |                                                                                               |                                                                                               |                                                                                               |                                                                                               |  |  |  |  |  |  |  |  |  |  |  |  |  |  |  |  |
| Ana María de Orozco, v marquesa de Mortara, vii duquesa de Ciudad Real (n. 1711) | Ana María de Orozco, v marquesa de Mortara, vii duquesa de Ciudad Real (n. 1711) | Ana María de Orozco, v marquesa de Mortara, vii duquesa de Ciudad Real (n. 1711) | Ana María de Orozco, v marquesa de Mortara, vii duquesa de Ciudad Real (n. 1711) | Ana María de Orozco, v marquesa de Mortara, vii duquesa de Ciudad Real (n. 1711) | Ana María de Orozco, v marquesa de Mortara, vii duquesa de Ciudad Real (n. 1711) |  |  |                                                                                           |                                                                                           |                                                                                           |                                                                                           |                                                                                           |                                                                                           |  |  |                                                                                          |                                                                                          |                                                                                          |                                                                                          |                                                                                          |                                                                                          |  |  | Ana de Feloaga y López de Zárate (n. 1730) | Ana de Feloaga y López de Zárate (n. 1730) | Ana de Feloaga y López de Zárate (n. 1730) | Ana de Feloaga y López de Zárate (n. 1730) | Ana de Feloaga y López de Zárate (n. 1730) | Ana de Feloaga y López de Zárate (n. 1730) |  |  |                                                                                               |                                                                                               |                                                                                               |                                                                                               |                                                                                               |                                                                                               |  |  |  |  |  |  |  |  |  |  |  |  |  |  |  |  |
| Ana María de Orozco, v marquesa de Mortara, vii duquesa de Ciudad Real (n. 1711) | Ana María de Orozco, v marquesa de Mortara, vii duquesa de Ciudad Real (n. 1711) | Ana María de Orozco, v marquesa de Mortara, vii duquesa de Ciudad Real (n. 1711) | Ana María de Orozco, v marquesa de Mortara, vii duquesa de Ciudad Real (n. 1711) | Ana María de Orozco, v marquesa de Mortara, vii duquesa de Ciudad Real (n. 1711) | Ana María de Orozco, v marquesa de Mortara, vii duquesa de Ciudad Real (n. 1711) |  |  |                                                                                           |                                                                                           |                                                                                           |                                                                                           |                                                                                           |                                                                                           |  |  |                                                                                          |                                                                                          |                                                                                          |                                                                                          |                                                                                          |                                                                                          |  |  | Ana de Feloaga y López de Zárate (n. 1730) | Ana de Feloaga y López de Zárate (n. 1730) | Ana de Feloaga y López de Zárate (n. 1730) | Ana de Feloaga y López de Zárate (n. 1730) | Ana de Feloaga y López de Zárate (n. 1730) | Ana de Feloaga y López de Zárate (n. 1730) |  |  |                                                                                               |                                                                                               |                                                                                               |                                                                                               |                                                                                               |                                                                                               |  |  |  |  |  |  |  |  |  |  |  |  |  |  |  |  |
| Joaquín Osorio, vi marqués de Mortara, viii duque de Ciudad Real (1734-1782) | Joaquín Osorio, vi marqués de Mortara, viii duque de Ciudad Real (1734-1782)     | Joaquín Osorio, vi marqués de Mortara, viii duque de Ciudad Real (1734-1782)     | Joaquín Osorio, vi marqués de Mortara, viii duque de Ciudad Real (1734-1782)     | Joaquín Osorio, vi marqués de Mortara, viii duque de Ciudad Real (1734-1782)     | Joaquín Osorio, vi marqués de Mortara, viii duque de Ciudad Real (1734-1782)     |  |  |                                                                                           |                                                                                           |                                                                                           |                                                                                           |                                                                                           |                                                                                           |  |  |                                                                                          |                                                                                          |                                                                                          |                                                                                          |                                                                                          |                                                                                          |  |  | Rosa de Torres, marquesa de la Torrecilla (1756-1793)                                                                                           | Rosa de Torres, marquesa de la Torrecilla (1756-1793)                                                                                           | Rosa de Torres, marquesa de la Torrecilla (1756-1793)                                                                                           | Rosa de Torres, marquesa de la Torrecilla (1756-1793)                                                                                           | Rosa de Torres, marquesa de la Torrecilla (1756-1793)                                                                                           | Rosa de Torres, marquesa de la Torrecilla (1756-1793)                                                                                           |  |  |                                                                                               |                                                                                               |                                                                                               |                                                                                               |                                                                                               |                                                                                               |  |  |  |  |  |  |  |  |  |  |  |  |  |  |  |  |
| Joaquín Osorio, vi marqués de Mortara, viii duque de Ciudad Real (1734-1782) | Joaquín Osorio, vi marqués de Mortara, viii duque de Ciudad Real (1734-1782)     | Joaquín Osorio, vi marqués de Mortara, viii duque de Ciudad Real (1734-1782)     | Joaquín Osorio, vi marqués de Mortara, viii duque de Ciudad Real (1734-1782)     | Joaquín Osorio, vi marqués de Mortara, viii duque de Ciudad Real (1734-1782)     | Joaquín Osorio, vi marqués de Mortara, viii duque de Ciudad Real (1734-1782)     |  |  |                                                                                           |                                                                                           |                                                                                           |                                                                                           |                                                                                           |                                                                                           |  |  |                                                                                          |                                                                                          |                                                                                          |                                                                                          |                                                                                          |                                                                                          |  |  | Rosa de Torres, marquesa de la Torrecilla (1756-1793)                                                                                           | Rosa de Torres, marquesa de la Torrecilla (1756-1793)                                                                                           | Rosa de Torres, marquesa de la Torrecilla (1756-1793)                                                                                           | Rosa de Torres, marquesa de la Torrecilla (1756-1793)                                                                                           | Rosa de Torres, marquesa de la Torrecilla (1756-1793)                                                                                           | Rosa de Torres, marquesa de la Torrecilla (1756-1793)                                                                                           |  |  |                                                                                               |                                                                                               |                                                                                               |                                                                                               |                                                                                               |                                                                                               |  |  |  |  |  |  |  |  |  |  |  |  |  |  |  |  |
| Benito Osorio, vii marqués de Mortara, ix duque de Ciudad Real (1781-1819) | Benito Osorio, vii marqués de Mortara, ix duque de Ciudad Real (1781-1819)       | Benito Osorio, vii marqués de Mortara, ix duque de Ciudad Real (1781-1819)       | Benito Osorio, vii marqués de Mortara, ix duque de Ciudad Real (1781-1819)       | Benito Osorio, vii marqués de Mortara, ix duque de Ciudad Real (1781-1819)       | Benito Osorio, vii marqués de Mortara, ix duque de Ciudad Real (1781-1819)       |  |  |                                                                                           |                                                                                           |                                                                                           |                                                                                           |                                                                                           |                                                                                           |  |  |                                                                                          |                                                                                          |                                                                                          |                                                                                          |                                                                                          |                                                                                          |  |  | Manuel de Salabert, vi marqués de la Torrecilla (1779-1834)                                                                                     | Manuel de Salabert, vi marqués de la Torrecilla (1779-1834)                                                                                     | Manuel de Salabert, vi marqués de la Torrecilla (1779-1834)                                                                                     | Manuel de Salabert, vi marqués de la Torrecilla (1779-1834)                                                                                     | Manuel de Salabert, vi marqués de la Torrecilla (1779-1834)                                                                                     | Manuel de Salabert, vi marqués de la Torrecilla (1779-1834)                                                                                     |  |  |                                                                                               |                                                                                               |                                                                                               |                                                                                               |                                                                                               |                                                                                               |  |  |  |  |  |  |  |  |  |  |  |  |  |  |  |  |
| Benito Osorio, vii marqués de Mortara, ix duque de Ciudad Real (1781-1819) | Benito Osorio, vii marqués de Mortara, ix duque de Ciudad Real (1781-1819)       | Benito Osorio, vii marqués de Mortara, ix duque de Ciudad Real (1781-1819)       | Benito Osorio, vii marqués de Mortara, ix duque de Ciudad Real (1781-1819)       | Benito Osorio, vii marqués de Mortara, ix duque de Ciudad Real (1781-1819)       | Benito Osorio, vii marqués de Mortara, ix duque de Ciudad Real (1781-1819)       |  |  |                                                                                           |                                                                                           |                                                                                           |                                                                                           |                                                                                           |                                                                                           |  |  |                                                                                          |                                                                                          |                                                                                          |                                                                                          |                                                                                          |                                                                                          |  |  | Manuel de Salabert, vi marqués de la Torrecilla (1779-1834)                                                                                     | Manuel de Salabert, vi marqués de la Torrecilla (1779-1834)                                                                                     | Manuel de Salabert, vi marqués de la Torrecilla (1779-1834)                                                                                     | Manuel de Salabert, vi marqués de la Torrecilla (1779-1834)                                                                                     | Manuel de Salabert, vi marqués de la Torrecilla (1779-1834)                                                                                     | Manuel de Salabert, vi marqués de la Torrecilla (1779-1834)                                                                                     |  |  |                                                                                               |                                                                                               |                                                                                               |                                                                                               |                                                                                               |                                                                                               |  |  |  |  |  |  |  |  |  |  |  |  |  |  |  |  |
| |                                                                                  |                                                                                  |                                                                                  |                                                                                  |                                                                                  |  |  |                                                                                           |                                                                                           |                                                                                           |                                                                                           |                                                                                           |                                                                                           |  |  |                                                                                          |                                                                                          |                                                                                          |                                                                                          |                                                                                          |                                                                                          |  |  | Narciso de Salabert, vii marqués de la Torrecilla (1830-1885)                                                                                   | | | | | |  |  |                                                                                               |                                                                                               |                                                                                               |                                                                                               |                                                                                               |                                                                                               |  |  |  |  |  |  |  |  |  |  |  |  |  |  |  |  |
| |                                                                                  |                                                                                  |                                                                                  |                                                                                  |                                                                                  |  |  |                                                                                           |                                                                                           |                                                                                           |                                                                                           |                                                                                           |                                                                                           |  |  |                                                                                          |                                                                                          |                                                                                          |                                                                                          |                                                                                          |                                                                                          |  |  | | | | | | |  |  |                                                                                               |                                                                                               |                                                                                               |                                                                                               |                                                                                               |                                                                                               |  |  |  |  |  |  |  |  |  |  |  |  |  |  |  |  |
| |                                                                                  |                                                                                  |                                                                                  |                                                                                  |                                                                                  |  |  |                                                                                           |                                                                                           |                                                                                           |                                                                                           |                                                                                           |                                                                                           |  |  |                                                                                          |                                                                                          |                                                                                          |                                                                                          |                                                                                          |                                                                                          |  |  | | | | | | |  |  |                                                                                               |                                                                                               |                                                                                               |                                                                                               |                                                                                               |                                                                                               |  |  |  |  |  |  |  |  |  |  |  |  |  |  |  |  |
| |                                                                                  |                                                                                  |                                                                                  |                                                                                  |                                                                                  |  |  |                                                                                           |                                                                                           |                                                                                           |                                                                                           |                                                                                           |                                                                                           |  |  |                                                                                          |                                                                                          |                                                                                          |                                                                                          |                                                                                          |                                                                                          |  |  | Casilda de Salabert, duquesa de Medinaceli, después duquesa de Santo Mauro, ix marquesa de la Torrecilla, xi duquesa de Ciudad Real (1858-1936) | Casilda de Salabert, duquesa de Medinaceli, después duquesa de Santo Mauro, ix marquesa de la Torrecilla, xi duquesa de Ciudad Real (1858-1936) | Casilda de Salabert, duquesa de Medinaceli, después duquesa de Santo Mauro, ix marquesa de la Torrecilla, xi duquesa de Ciudad Real (1858-1936) | Casilda de Salabert, duquesa de Medinaceli, después duquesa de Santo Mauro, ix marquesa de la Torrecilla, xi duquesa de Ciudad Real (1858-1936) | Casilda de Salabert, duquesa de Medinaceli, después duquesa de Santo Mauro, ix marquesa de la Torrecilla, xi duquesa de Ciudad Real (1858-1936) | Casilda de Salabert, duquesa de Medinaceli, después duquesa de Santo Mauro, ix marquesa de la Torrecilla, xi duquesa de Ciudad Real (1858-1936) |  |  | Andrés Avelino de Salabert, viii marqués de la Torrecilla, x duque de Ciudad Real (1864-1925) | Andrés Avelino de Salabert, viii marqués de la Torrecilla, x duque de Ciudad Real (1864-1925) | Andrés Avelino de Salabert, viii marqués de la Torrecilla, x duque de Ciudad Real (1864-1925) | Andrés Avelino de Salabert, viii marqués de la Torrecilla, x duque de Ciudad Real (1864-1925) | Andrés Avelino de Salabert, viii marqués de la Torrecilla, x duque de Ciudad Real (1864-1925) | Andrés Avelino de Salabert, viii marqués de la Torrecilla, x duque de Ciudad Real (1864-1925) |  |  |  |  |  |  |  |  |  |  |  |  |  |  |  |  |
| |                                                                                  |                                                                                  |                                                                                  |                                                                                  |                                                                                  |  |  |                                                                                           |                                                                                           |                                                                                           |                                                                                           |                                                                                           |                                                                                           |  |  |                                                                                          |                                                                                          |                                                                                          |                                                                                          |                                                                                          |                                                                                          |  |  | Casilda de Salabert, duquesa de Medinaceli, después duquesa de Santo Mauro, ix marquesa de la Torrecilla, xi duquesa de Ciudad Real (1858-1936) | Casilda de Salabert, duquesa de Medinaceli, después duquesa de Santo Mauro, ix marquesa de la Torrecilla, xi duquesa de Ciudad Real (1858-1936) | Casilda de Salabert, duquesa de Medinaceli, después duquesa de Santo Mauro, ix marquesa de la Torrecilla, xi duquesa de Ciudad Real (1858-1936) | Casilda de Salabert, duquesa de Medinaceli, después duquesa de Santo Mauro, ix marquesa de la Torrecilla, xi duquesa de Ciudad Real (1858-1936) | Casilda de Salabert, duquesa de Medinaceli, después duquesa de Santo Mauro, ix marquesa de la Torrecilla, xi duquesa de Ciudad Real (1858-1936) | Casilda de Salabert, duquesa de Medinaceli, después duquesa de Santo Mauro, ix marquesa de la Torrecilla, xi duquesa de Ciudad Real (1858-1936) |  |  | Andrés Avelino de Salabert, viii marqués de la Torrecilla, x duque de Ciudad Real (1864-1925) | Andrés Avelino de Salabert, viii marqués de la Torrecilla, x duque de Ciudad Real (1864-1925) | Andrés Avelino de Salabert, viii marqués de la Torrecilla, x duque de Ciudad Real (1864-1925) | Andrés Avelino de Salabert, viii marqués de la Torrecilla, x duque de Ciudad Real (1864-1925) | Andrés Avelino de Salabert, viii marqués de la Torrecilla, x duque de Ciudad Real (1864-1925) | Andrés Avelino de Salabert, viii marqués de la Torrecilla, x duque de Ciudad Real (1864-1925) |  |  |  |  |  |  |  |  |  |  |  |  |  |  |  |  |
| |                                                                                  |                                                                                  |                                                                                  |                                                                                  |                                                                                  |  |  |                                                                                           |                                                                                           |                                                                                           |                                                                                           |                                                                                           |                                                                                           |  |  |                                                                                          |                                                                                          |                                                                                          |                                                                                          |                                                                                          |                                                                                          |  |  | Luis Jesús Fernández de Córdoba, xvii duque de Medinaceli, xii duque de Ciudad Real (1880-1956)                                                 | | | | | |  |  |                                                                                               |                                                                                               |                                                                                               |                                                                                               |                                                                                               |                                                                                               |  |  |  |  |  |  |  |  |  |  |  |  |  |  |  |  |
| |                                                                                  |                                                                                  |                                                                                  |                                                                                  |                                                                                  |  |  |                                                                                           |                                                                                           |                                                                                           |                                                                                           |                                                                                           |                                                                                           |  |  |                                                                                          |                                                                                          |                                                                                          |                                                                                          |                                                                                          |                                                                                          |  |  | | | | | | |  |  |                                                                                               |                                                                                               |                                                                                               |                                                                                               |                                                                                               |                                                                                               |  |  |  |  |  |  |  |  |  |  |  |  |  |  |  |  |
| |                                                                                  |                                                                                  |                                                                                  |                                                                                  |                                                                                  |  |  |                                                                                           |                                                                                           |                                                                                           |                                                                                           |                                                                                           |                                                                                           |  |  |                                                                                          |                                                                                          |                                                                                          |                                                                                          |                                                                                          |                                                                                          |  |  | Victoria Eugenia Fernández de Córdoba xiii duquesa de Ciudad Real xviii duquesa de Medinaceli (1917-2013)                                       | | | | | |  |  |                                                                                               |                                                                                               |                                                                                               |                                                                                               |                                                                                               |                                                                                               |  |  |  |  |  |  |  |  |  |  |  |  |  |  |  |  |
| |                                                                                  |                                                                                  |                                                                                  |                                                                                  |                                                                                  |  |  |                                                                                           |                                                                                           |                                                                                           |                                                                                           |                                                                                           |                                                                                           |  |  |                                                                                          |                                                                                          |                                                                                          |                                                                                          |                                                                                          |                                                                                          |  |  | | | | | | |  |  |                                                                                               |                                                                                               |                                                                                               |                                                                                               |                                                                                               |                                                                                               |  |  |  |  |  |  |  |  |  |  |  |  |  |  |  |  |
| |                                                                                  |                                                                                  |                                                                                  |                                                                                  |                                                                                  |  |  |                                                                                           |                                                                                           |                                                                                           |                                                                                           |                                                                                           |                                                                                           |  |  |                                                                                          |                                                                                          |                                                                                          |                                                                                          |                                                                                          |                                                                                          |  |  | Ana de Medina y Fernández de Córdoba x condesa de Ofalia (1940-2012)                                                                            | | | | | |  |  |                                                                                               |                                                                                               |                                                                                               |                                                                                               |                                                                                               |                                                                                               |  |  |  |  |  |  |  |  |  |  |  |  |  |  |  |  |
| |                                                                                  |                                                                                  |                                                                                  |                                                                                  |                                                                                  |  |  |                                                                                           |                                                                                           |                                                                                           |                                                                                           |                                                                                           |                                                                                           |  |  |                                                                                          |                                                                                          |                                                                                          |                                                                                          |                                                                                          |                                                                                          |  |  | | | | | | |  |  |                                                                                               |                                                                                               |                                                                                               |                                                                                               |                                                                                               |                                                                                               |  |  |  |  |  |  |  |  |  |  |  |  |  |  |  |  |
| |                                                                                  |                                                                                  |                                                                                  |                                                                                  |                                                                                  |  |  |                                                                                           |                                                                                           |                                                                                           |                                                                                           |                                                                                           |                                                                                           |  |  |                                                                                          |                                                                                          |                                                                                          |                                                                                          |                                                                                          |                                                                                          |  |  | Marco de Hohenlohe-Langenburg y Medina xix duque de Medinaceli (1962-2016)                                                                      | | | | | |  |  |                                                                                               |                                                                                               |                                                                                               |                                                                                               |                                                                                               |                                                                                               |  |  |  |  |  |  |  |  |  |  |  |  |  |  |  |  |
| |                                                                                  |                                                                                  |                                                                                  |                                                                                  |                                                                                  |  |  |                                                                                           |                                                                                           |                                                                                           |                                                                                           |                                                                                           |                                                                                           |  |  |                                                                                          |                                                                                          |                                                                                          |                                                                                          |                                                                                          |                                                                                          |  |  | | | | | | |  |  |                                                                                               |                                                                                               |                                                                                               |                                                                                               |                                                                                               |                                                                                               |  |  |  |  |  |  |  |  |  |  |  |  |  |  |  |  |
| |                                                                                  |                                                                                  |                                                                                  |                                                                                  |                                                                                  |  |  |                                                                                           |                                                                                           |                                                                                           |                                                                                           |                                                                                           |                                                                                           |  |  |                                                                                          |                                                                                          |                                                                                          |                                                                                          |                                                                                          |                                                                                          |  |  | | | | | | |  |  |                                                                                               |                                                                                               |                                                                                               |                                                                                               |                                                                                               |                                                                                               |  |  |  |  |  |  |  |  |  |  |  |  |  |  |  |  |
| |                                                                                  |                                                                                  |                                                                                  |                                                                                  |                                                                                  |  |  |                                                                                           |                                                                                           |                                                                                           |                                                                                           |                                                                                           |                                                                                           |  |  |                                                                                          |                                                                                          |                                                                                          |                                                                                          |                                                                                          |                                                                                          |  |  | Victoria Elisabeth de Hohenlohe-Langenburg xx duquesa de Medinaceli (2017-)                                                                     | Victoria Elisabeth de Hohenlohe-Langenburg xx duquesa de Medinaceli (2017-)                                                                     | Victoria Elisabeth de Hohenlohe-Langenburg xx duquesa de Medinaceli (2017-)                                                                     | Victoria Elisabeth de Hohenlohe-Langenburg xx duquesa de Medinaceli (2017-)                                                                     | Victoria Elisabeth de Hohenlohe-Langenburg xx duquesa de Medinaceli (2017-)                                                                     | Victoria Elisabeth de Hohenlohe-Langenburg xx duquesa de Medinaceli (2017-)                                                                     |  |  | Alexander Gonzalo de Hohenlohe-Langenburg y Schmidt-Polex xiv duque de Ciudad Real (2018-)    | Alexander Gonzalo de Hohenlohe-Langenburg y Schmidt-Polex xiv duque de Ciudad Real (2018-)    | Alexander Gonzalo de Hohenlohe-Langenburg y Schmidt-Polex xiv duque de Ciudad Real (2018-)    | Alexander Gonzalo de Hohenlohe-Langenburg y Schmidt-Polex xiv duque de Ciudad Real (2018-)    | Alexander Gonzalo de Hohenlohe-Langenburg y Schmidt-Polex xiv duque de Ciudad Real (2018-)    | Alexander Gonzalo de Hohenlohe-Langenburg y Schmidt-Polex xiv duque de Ciudad Real (2018-)    |  |  |  |  |  |  |  |  |  |  |  |  |  |  |  |  |